# Kamtschatkastrom

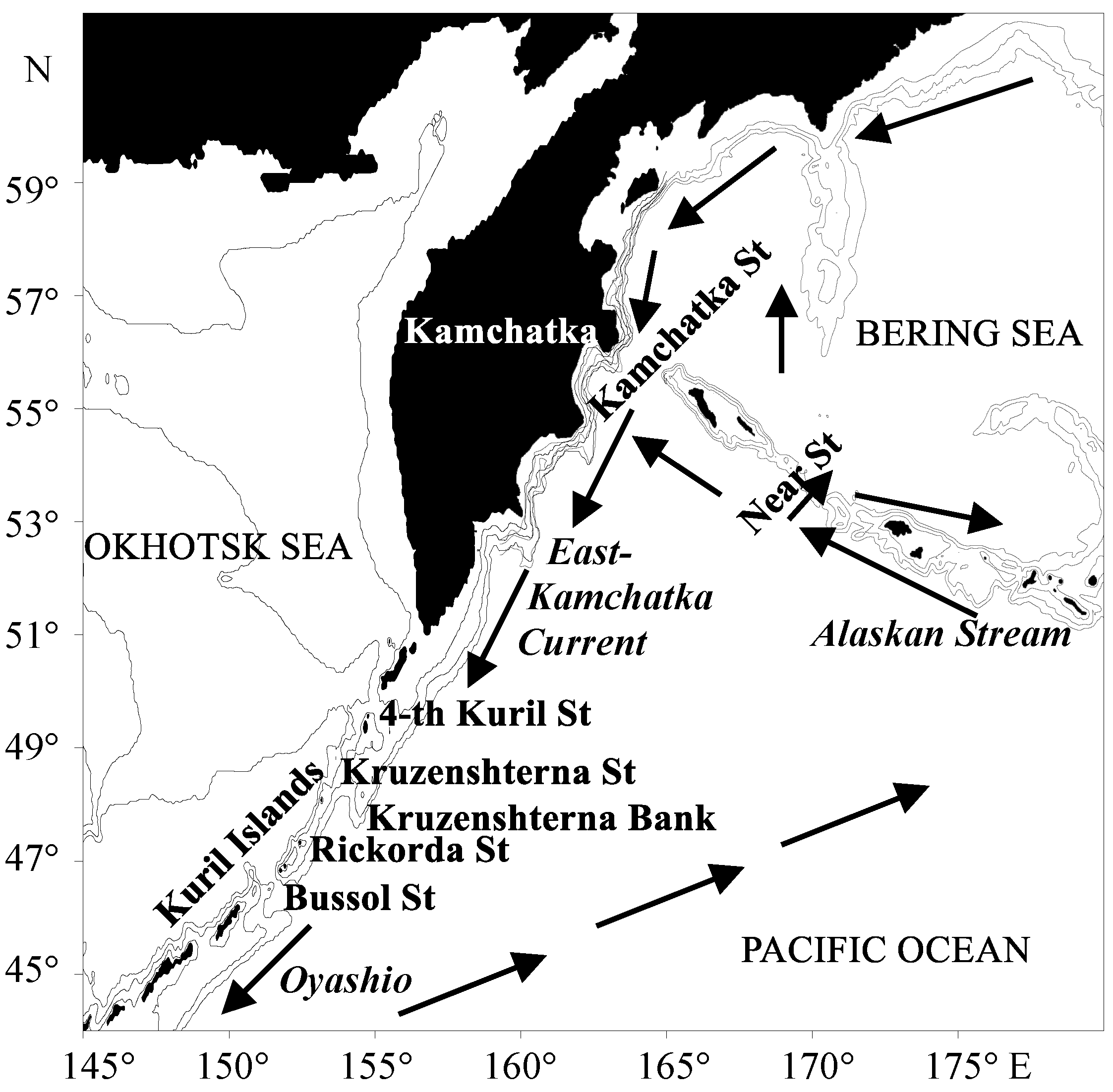
Schematisches Zirkulationsmuster im westlichen subarktischen Nordpazifik. Die Abkürzung „St“ steht für engl. „Strait“, deutsch „Straße“, also Kamtschatkastraße etc.

Der Kamtschatkastrom, genauer: Ost-Kamtschatkastrom (engl. East Kamchatka Current, EKC) ist eine kalte, südwärts gerichtete Meeresströmung im nordwestlichen Pazifik. Er fließt entlang der Ostküste der russischen Halbinsel Kamtschatka und der Kurilen und spielt eine wichtige Rolle im ozeanographischen System des subpolaren Pazifiks.

## Hauptmerkmale und Verlauf
Der Strom entsteht aus kaltem, salzarmem Wasser aus dem Beringmeer sowie aus dem nördlichen Pazifik. Er speist sich zunächst vor allem aus dem Bering-Hangstrom (Bering Slope Current), der innerhalb des Beringmeers der Topographie des Kontinentalschelfs folgt und sich dann am Rande Kamtschatkas teilt. Die südwärts gerichtete Strömung durch die Kamtschatkastraße und entlang der Küste Kamtschatkas ist der Ost-Kamtschatka-Strom (EKC), der zur wichtigsten westlichen Randströmung des subpolaren Wirbels des Nordpazifiks wird. Der Abfluss durch die Kamtschatkastraße beträgt 6–12 Sverdrup (Sv); der EKC fließt mit etwa 0,1–0,3 m/s, im Winter aufgrund stärkerer Winde schneller. Das subarktische Wasser, das er transportiert, hat eine Temperatur von meist unter 5 °C.
Die Strömung des EKC im westlichen Beringmeer und der Kamtschatkastraße ist zwischen November und April stark und von Juni bis September relativ schwach. Die starke Saisonalität der Oberflächenströmung des EKC lässt sich durch zeitliche Veränderungen der Windspannung über dem nördlichen und westlichen Kontinentalhang des Beringmeeres erklären. Kaltwasserhaltige Mäander und Wirbel sind gängige Merkmale in der EKC-Region. Zusätzlich zu seiner Funktion als Teil des Wasserkreislaufs im Pazifik spielt der Kamtschatkastrom auch eine Rolle bei der Verteilung von Wärme und Salzgehalt in der Region. Studien haben gezeigt, dass sich die Temperatur und der Salzgehalt in den Wirbeln des Kamtschatkastroms im Laufe der Zeit verändern, was auf Veränderungen in den ozeanischen Bedingungen hindeutet.
Südlich der Kurilen vermischt sich der EKC teilweise mit dem Oyashio-Strom, einer weiteren kalten Strömung, die entlang Hokkaidō (Japan) verläuft. Der andere Teil des Wassers fließt weiter in den Subpolaren Nordpazifikwirbel ein.

## Klimatische Einflüsse
Der Kamtschatkastrom hat einen starken kühlenden Effekt auf die Küstengebiete Kamtschatkas und der Kurilen. Durch den Transport von subarktischem Wasser (0–5 °C) mildert er extreme Wintertemperaturen, verhindert aber auch eine größere sommerliche Erwärmung. Die kalten Wassermassen führen häufig zu Advektionsnebel, besonders im Frühjahr und Sommer, was die Sonneneinstrahlung reduziert.
Der EKC interagiert mit den Aleutentiefs, indem er die Stärke von Tiefdruckgebieten im Nordpazifik modifiziert. Neuere Studien deuten auf eine beginnende Abschwächung des EKC hin, was zu einer stärkeren Erwärmung der Kamtschatka-Küste führen könnte.

## Ökologische Bedeutung
Der EKC ist ein Schlüsselfaktor für marine Ökosysteme im subarktischen Pazifik. Der Strom bringt nährstoffreiches Tiefenwasser (hohe Konzentrationen von Nitrat, Phosphat und Silikat) an die Oberfläche, was Phytoplanktonblüten (v. a. Diatomeen) fördert. Diese bilden die Basis für eines der produktivsten marinen Nahrungsnetze des Nordpazifiks.
Der EKC ist eine wichtige Wanderroute für Pazifische Lachse (v. a. Rotlachs Oncorhynchus nerka), die in Kamtschatkas Flüssen laichen. Die kalten, sauerstoffreichen Gewässer sind ein Hauptlebensraum für Pazifischen Kabeljau (Gadus macrocephalus) und Alaska-Seelachs (Theragra chalcogramma). Die hohe Produktivität zieht Seehunde, Wale (v. a. Buckelwale) und Seevögel (z. B. Lummenalken) an.
Der EKC ist entscheidend für einige der ertragreichsten Fischereizonen Russlands, insbesondere für Lachse und Krabben. Veränderungen in der Strömungsstärke können Fangerträge beeinflussen, da sich Fischbestände bei Erwärmung verlagern. Durch Erwärmung könnte der EKC an Sauerstoff verlieren, was Tiefenlebensräume beeinträchtigt. Schwächere Strömungen könnten das Eindringen wärmeangepasster Arten begünstigen.

## Forschung und aktuelle Entwicklungen
Der Kamtschatkastrom steht im Fokus mehrerer ozeanographischer Forschungsfelder, insbesondere aufgrund seiner Rolle im subarktischen Klimasystem und seiner Reaktion auf globale Erwärmung.

### Langzeitveränderungen und Klimawandel-Effekte
Satellitenaltimetrie-Daten (1993–2023) zeigen eine Abnahme der Strömungsgeschwindigkeit um ~5–10 % pro Jahrzehnt, verbunden mit einer Verlagerung des Aleutentiefs nach Nordosten. Grund dafür ist der Rückgang des Meereises in der Beringsee, daraus resultierend ein geringerer Süßwassereintrag und eine schwächere antarktische Windzirkulation.
Das Wasser des EKC erwärmt sich – seit 2000 wurde eine Temperaturzunahme von 0,8–1,2 °C in den oberen 200 m gemessen. Infolgedessen verschieben sich die Habitate von Fischarten (z. B. Buckellachs, Oncorhynchus gorbuscha) nach Norden.

### Ozeanographische Prozesse und Modellierung
Langzeitstudien zeigen, dass sich der Kamtschatka- und Oyashio-Strom südlich der Kurilen vermischen. Aktuelle Messungen des KESS-Programms (2018–2023) belegen dabei einen Anstieg der Nährstoffkonzentrationen in dieser Region.
Der EKC erzeugt mehr Eddy-Aktivität, d. h., dass mehr antizyklonische Wirbel entstehen (Durchmesser: 50–100 km), die warmes Wasser aus dem Kuroshio-Extensionsgebiet einschleusen. Diese Wirbel tragen zur Erwärmung der Deckschicht bei und beeinflussen lokale Fischgründe.
Satellitenaltimetrie- und Modellstudien (Kurczyn et al., 2012;; Itoh et al., 2010) zeigen, dass der Kamtschatkastrom durch Wechselwirkungen mit der Bathymetrie und frontalen Instabilitäten antizyklonische Wirbel (50–100 km Durchmesser) erzeugt. Diese Wirbel transportieren nachweisbar warmes, salzreiches Wasser aus dem Kuroshio-Extensionsgebiet in den subarktischen Pazifik.

### Biologische und fischereiliche Auswirkungen
Das EKC-Wasser versauert zunehmend: durch erhöhte CO₂-Aufnahme zeigt der EKC einen pH-Wert-Abfall von 0,03–0.05 pro Jahrzehnt (NOAA-PMEL-Daten, 2023). Eine Folge könnte sein, dass kalkbildende Organismen (z. B. Krill, Euphausia pacifica) geschädigt werden.
Das adaptive Lachsmanagement in Kamtschatka nutzt seit 2018 EKC-Strömungsdaten zur Vorhersage von Wanderrouten. Diese Praxis wird durch russische Fischereiberichte (TINRO, 2021) bestätigt, die temperaturgesteuerte Quotenanpassungen dokumentieren.

### Technologische Fortschritte in der Forschung
Im Rahmen des IMBeR-Projekts überwachen Argo-Floats und Glider seit 2020 kontinuierlich Salzgehalt und Temperatur des EKC. IMBeR ist ein internationales Forschungsprogramm, das sich mit den Wechselwirkungen zwischen mariner Biogeochemie und Ökosystemen befasst – insbesondere im Kontext des globalen Wandels (Klimawandel, Versauerung der Meere, menschliche Einflüsse). Es ist ein Scor-Project des World Climate Research Programme (WCRP) und läuft seit 2005.
Im Bereich der satellitengestützten Fernerkundung zeigen Copernicus Sentinel-3-Daten die räumliche Chlorophyll-a-Verteilung als Indikator für Planktonblüten.